# معرض عوالم الجسم

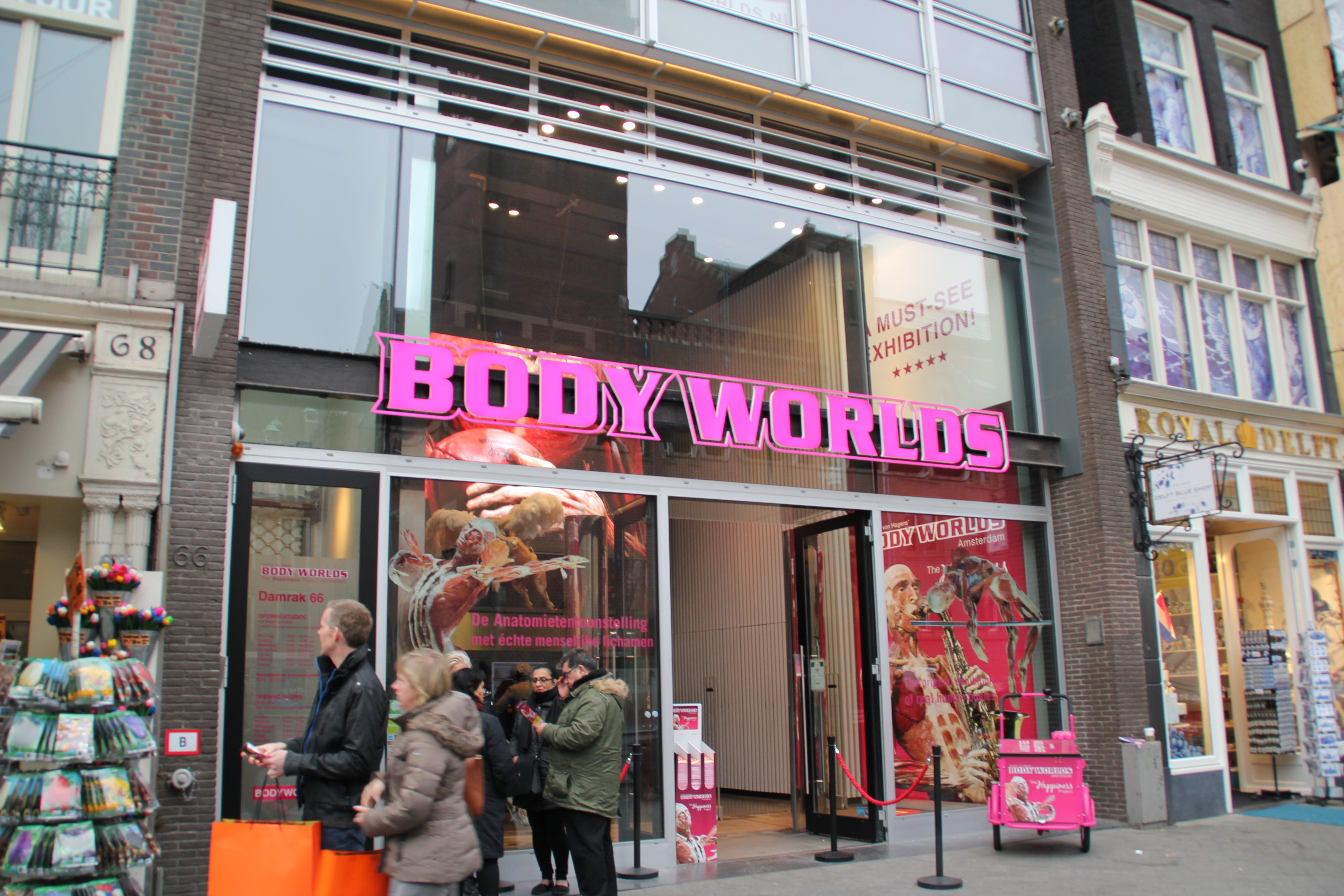
عرض واجهة معرض عوالم الجسم في أمستردام (2016).

معرض عوالم الجسم (بالألمانية: Körperwelten) هو معرض يتيح للزائر تجربة التنقل بين أعضاء الإنسان المشرحة وأعضاء الحيوانات وهياكل تشريحية أخرى من الجسم التي تم الحفاظ عليها من خلال عملية التلدين. قام العالم غونتر فون هاغنس بتطوير عملية الحفظ التي توحد التشريح الدقيق وكيمياء البوليمر الحديثة في أواخر 1970م.
قامت سلسلة من المعارض التشريحية «عالم الجسم» بجولة في العديد من الدول حول العالم، في بعض الأحيان تُثار الجِدالات حول المصادر وعرض جثث الإنسان الحقيقية وأعضاء الجسم. رغم ذلك يؤكد غونتر فون هاغنس أن جميع العينات البشرية تم الحصول عليها بمعرفة كاملة وموافقة المانحين قبل موتهم، وتحتفظ منظمته بوثيقة واسعة لهذا الإذن. ويؤكد أيضاً على الجوانب العلمية والفنية لتشريحاته الدقيقة والإبداعية، ويقدم ادلة التدريس للمعلمين على الإنترنت. ويحاول أيضا التمييز بين جهوده وجهود المنافسين الذين ربما كانوا أقل منه في الحصول على إذن مُسبق لمصادر نماذجهم وعيناتهم.